# Hans-Joachim Hecht
Hans-Joachim Hecht (ur. 29 stycznia 1939 w Luckenwalde) – niemiecki szachista, arcymistrz od 1973 roku.

## Kariera szachowa
W 1958 r. zdobył w Hitzacker (Elbe) tytuł mistrza Republiki Federalnej Niemiec juniorów. W latach 70. należał do ścisłej czołówki szachistów RFN. W 1970 r. w Völklingen zwyciężył w mistrzostwach kraju. Poza tym odniósł również turniejowe zwycięstwa w Bad Pyrmont (1970, I-III m.), Olocie (1971, I m.), Maladze (1972, I m.) i Dortmundzie (1973, I-III m.). Był wielokrotnym medalistą drużynowych mistrzostw Niemiec, w barwach klubów "Solinger SG 1868" oraz "FC Bayern Monachium". Współpracował również z Robertem Hübnerem, będąc jego sekundantem w meczach pretendentów. Na przełomie 2004 i 2005 r. odniósł kolejny turniejowy sukces, dzieląc II-IV miejsce w otwartym turnieju Australian Open w Mount Buller.
W latach 1962–1986 dziesięciokrotnie reprezentował barwy RFN na szachowych olimpiadach. Najbliżej medalu był w roku 1978 w Buenos Aires, gdzie drużyna niemiecka zajęła IV miejsce. Łącznie rozegrał 110 olimpijskich partii, w których uzyskał 64½ pkt. Był również trzykrotnym (1965, 1973, 1977) uczestnikiem drużynowych mistrzostw Europy, w 1973 r. zdobywając brązowy medal za indywidualny wynik na IV szachownicy.